# Andreas Rieger (Industrieller)
Andreas Rieger (* 1. Juli 1839 in Großpold; † 26. April 1918 in Hermannstadt) war ein siebenbürgischer Industrieller und Fabrikbesitzer.

## Leben
Er wuchs in Großpold als Kind einer landlerischen Bauernfamilie auf. Seine Vorfahren waren österreichische Transmigranten, die wegen ihres protestantischen Glaubens unter der Regierung von Maria Theresia zwangsumgesiedelt wurden. Sein direkter Vorfahre war ein Petrus Rieger, der 1754 mit seiner Frau und neun Kindern aus Himmelberg in Kärnten nach Siebenbürgen verschickt wurde.
Andreas Rieger besuchte in Großpold die deutschsprachige Volksschule. Mit 15 Jahren verließ er das Dorf um im nahen Hermannstadt eine Lehre als Hufschmied zu beginnen. 1858 schloss er diese Ausbildung ab und wurde als Geselle in die Zunft aufgenommen. Dem damaligen Brauch folgend begab er sich danach auf die Walz, die ihn durch Ungarn, Österreich, Böhmen und nach Deutschland führte, bis in den Norden nach Mecklenburg. Dort freundete er sich mit einem anderen Wandergesellen namens Gieber an und die beiden zogen von nun an gemeinsam von Ort zu Ort. Zusammen entwarfen sie ein eigenes Modell einer Pflugschar. In Augsburg lernte er durch einen Zufall Engelbert Buxbaum kennen, der eine Schlosserei betrieb (aus der später der Traktorenhersteller Epple und Buxbaum wurde) und erste landwirtschaftliche Maschinen herstellte. Er erhielt das Angebot, diese Landmaschinen als Vertreter in Siebenbürgen zu verkaufen.
Nach Ende seiner Wanderjahre kehrte er 1865 nach Hermannstadt zurück und wurde von der Schmiedezunft als Meister aufgenommen. Er eröffnete eine eigene Hufschmiedwerkstatt mit zwei Gesellen in der Unterstadt am Rosenanger Nr. 20  (heute Târgul Peştelui), in unmittelbarer Nähe des heutigen Zibinsmarkt (Piața Cibin). Nicht weit entfernt befand sich auf dem freien Gelände des 1856 abgerissenen Burgtors (Poarta Ocnei) der Holzmarkt und auch ein Viehmarkt, was für Kundschaft sorgte. Zwei Jahre später, 1867 heiratete er Johanna Wachsmann, die Tochter eines sächsischen Riemermeisters. Es wird erzählt, dass diese ihm in der Anfangszeit tatkräftig beim Beschlagen der Pferde half. Gemeinsam sollten sie in den folgenden Jahren vier Kinder bekommen. Neben der Arbeit als Hufschmied begann er nun auch seinen Kontakt nach Augsburg zu nutzen und verkaufte importierte Landmaschinen von Epple&Buxbaum.
Im Jahr 1868 beschloss er zu expandieren. Auf dem Bauholzplatz zwischen der Schülerschanz und der Pulvergasse (Strada Pulberăriei) wurde ein Grundstück verkauft und mit einem Kredit von 2.500 Forint von der Hermannstädter Sparkasse konnte er dieses erwerben. Dort ließ er die erste Werkshalle und ein Wohnhaus errichten und die neu gegründete „Erste Siebenbürgische Landmaschinenfabrik“ nahm die Produktion eigener kleiner Geräte und Maschinen auf. Nun verwirklichte Andreas Rieger auch den Entwurf der Pflugschar aus seiner Wanderzeit. Er ließ sich die Idee patentieren und dieses bald als „Rieger-Patent-Pflug“ bekannte Erzeugnis erwies sich als Verkaufsschlager, der für die Kleinfeldwirtschaft in Siebenbürgen besonders geeignet war.
Im Jahr 1873 besuchte Rieger die Wiener Weltausstellung, wo die neuesten technischen Errungenschaften aus Westeuropa ausgestellt wurden. Gleichzeitig setzte jedoch mit dem Gründerkrach eine wirtschaftliche Flaute ein. 1878 hatte sich die Konjunktur so weit erholt, dass die Firma Rieger zusätzlich zur Maschinenproduktion eine Eisengroßhandlung eröffnen konnte, wodurch Werkzeug und Gerätschaften für die lokalen Bauern nun günstiger zu erwerben waren und somit die Modernisierung der Landwirtschaft angekurbelt wurde. Gleichzeitig erfolgte ein Ausbau der Produktionsstätten. In dieser Zeit nahm jedoch auch die Konkurrenz im Landmaschinensektor zu und Rieger musste nun gegen einheimische Anbieter, wie die Firma Keintzel aus Reghin oder aus dem Ausland importierte Maschinen, etwa die Sack-Pflüge aus Leipzig, bestehen. Auch in Österreich schritt die Industrialisierung voran, so eröffnete Riegers Lieferant Epple&Buxbaum 1883 in Wels ein eigenes Werk (heute Fronius), um den österreichischen und ungarischen Markt zu beliefern. Gleichzeitig baute Rieger seine Handelskontakte aus und exportierte ins Altreich, nach Bulgarien, ins Osmanische Reich und bis ins Russische Kaiserreich.
1898 wurde die Fabrik in Hermannstadt erneut erweitert. Er kaufte ein 30.000 m² großes Grundstück am Basteiplatz nahe dem Zibin. Noch im selben Jahr wurde nach den Plänen von Wiener Architekten mit dem Bau begonnen und es entstand ein modernes zweites Werk. Diese Bauarbeiten wurden 1903 abgeschlossen und Zug um Zug zogen die einzelnen Abteilungen in das neue Fabrikgebäude um. Im selben Jahr kehrte auch sein Sohn Richard Rieger (1878–1964) vom Studium am Technikum Mittweida in Sachsen zurück und stieg in die Firma ein. 1910 wurde am Werksgelände eine Grießerei mit anschließender Röhrengießerei, die hauptsächlich Produkte für Trink- und Abwasserleitungen herstellte.
Der Sohn Richard übernahm mehr und mehr die Führung der Fabrik. Andreas Rieger starb im April 1918, noch vor Ende des Ersten Weltkriegs. Die Auflösung Österreich-Ungarns und den folgenden Anschluss Siebenbürgens an das Königreich Rumänien, sowie die spätere turbulente Entwicklung seiner Fabrik, erlebte er somit nicht mehr.

## Vermächtnis

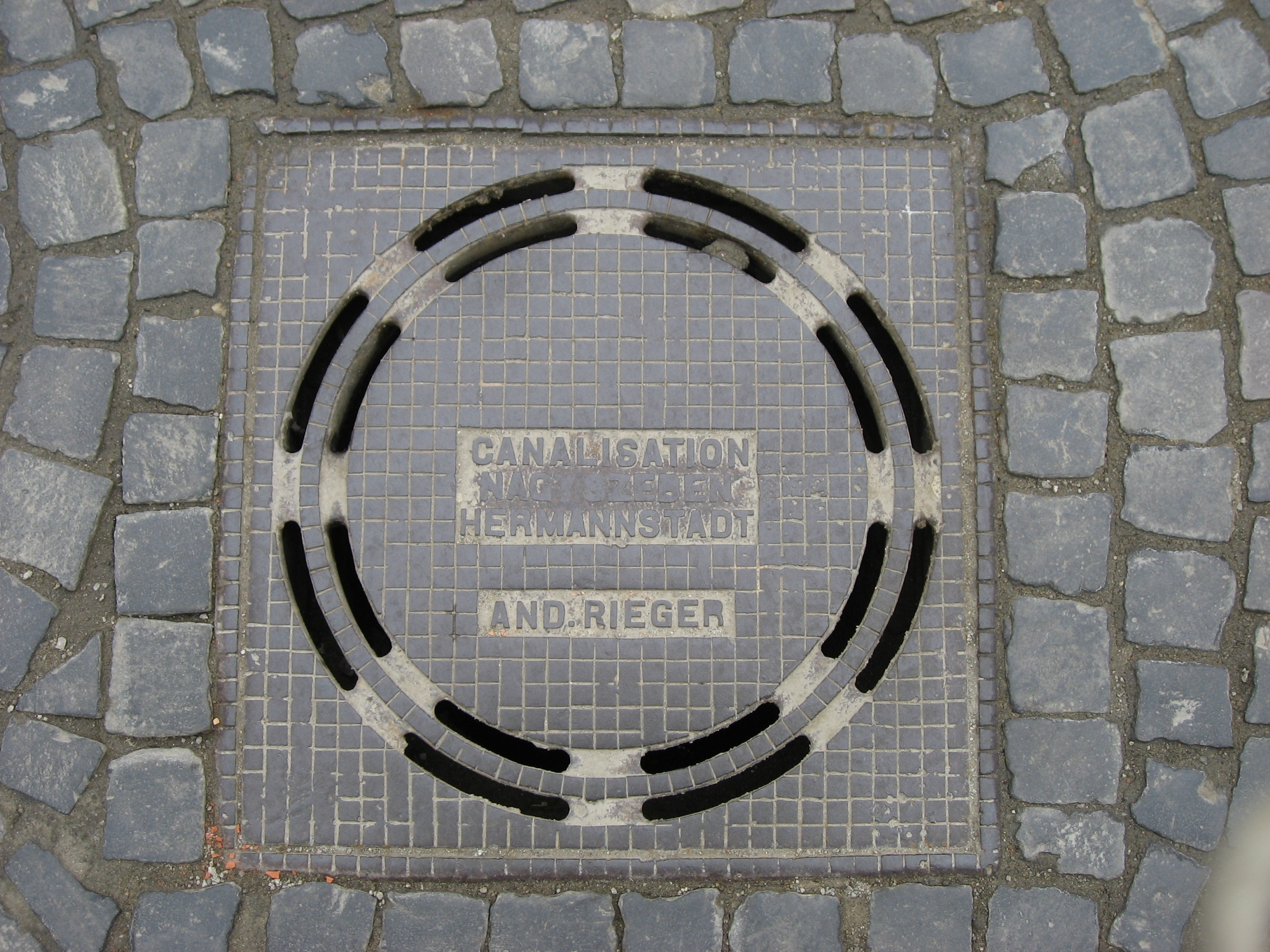
Alter vor dem Ersten Weltkrieg produzierter Kanaldeckel der Firma And. Rieger in Hermannstadt, 2013

Sein Sohn baute die Fabrik weiter aus, kaufte noch im Jahr 1918 einen lokalen Konkurrenten auf, die Maschinenbaufirma Samuel Wagner, wodurch Rieger nun drei Werke in der Stadt hatte. In den ersten Jahren unter rumänischer Herrschaft expandierte die Firma weiter, kam jedoch nach 1930 durch die Weltwirtschaftskrise in Bedrängnis. Ab 1939 leitete sein Enkel Hanspaul Rieger die Fabrik durch die Wirren des Zweiten Weltkrieges. Nach der Machtübernahme der Kommunisten wurde die Fabrik am 5. Juni 1948 entschädigungslos enteignet. Die Familie wurde aus dem Betrieb entfernt, die Nachkommen zerstreuten sich und wanderten schließlich nach Westdeutschland aus. Unter den Kommunisten wurde die Firma in Independența umbenannt und weiter ausgebaut. In den 1970er Jahren beschäftigte dieser Staatsbetrieb bis zu 10.000 Arbeiter und war der größte Arbeitgeber in Hermannstadt. Nach der Revolution von 1989 war die Fabrik jedoch überdimensioniert und technologisch veraltet. Der Industriekomplex Independență wurde zerschlagen und einzeln privatisiert. Heute sind die meisten Werkshallen stillgelegt und verwaist. Es existieren jedoch noch einige Bauten aus der Gründungszeit von Andreas Rieger, unter anderem die 1898 errichteten Werkshallen am Zibin und das ehemalige Verwaltungs- und Bürogebäude am Ende der Burgergasse (Strada Ocnei), in dem sich heute ein technisches Lyzeum befindet, das als einzige Einrichtung noch den Namen Independența trägt. Vereinzelt findet man in Hermannstadt und Mediaș in Seitengassen noch alte Kanaldeckel mit der Aufschrift: „CANALISATION / NÁGYSZEBEN / HERMANNSTADT / AND. RIEGER“ aus der Zeit zwischen 1907 und 1911.